# Eustrotia chuza
Eustrotia chuza là một loài bướm đêm trong họ Noctuidae.